# L.D. 50
L.D. 50 — дебютный студийный альбом американской ню-метал-группы Mudvayne, выпущенный 22 августа 2000 года на лейбле Epic Records. Данный релиз является первым, который был выпущен официально на мэйджор-лейбле, в отличие от мини-альбома Kill, I Oughtta, который группа самостоятельно распространяла. Продюсированием альбома занимались канадский продюсер Гарт «GGGarth» Ричардсон и сама группа Mudvayne, а места исполнительных продюсеров заняли Стив Ричардс и перекуссионист группы Slipknot Шон «Клоун» Крейен. Тщательно продуманный внешний вид группы привёл к увеличению узнаваемости и L.D. 50 достиг в чарте Billboard 200 85 места. Альбом был оценён критиками за его технический и тяжелый стиль музыки.

## Предыстория и производство
Группа Mudvayne была образована в городе Пеория, штат Иллинойс. Группа стала известна благодаря своим сильным внешним видом — группа использовала макияж из фильмов ужасов. После их самостоятельного выпуска мини-релиза Kill, I Oughtta, группа подписала контракт с лейблом Epic Records. L.D. 50 был спродюсирован Гартом «GGGarth» Ричардсоном, а также исполнительными продюсерами Стивом Ричардсом и членом метал-группы Slipknot Шоном «Клоуном» Крейеном. Epic Records изначально решили продвигать группу, не фокусируясь на её внешнем виде, и в ранних рекламных материалах вместо фотографий группы появлялся логотип. Тем не менее, внешний вид группы и музыкальные клипы увеличили узнаваемость альбома.
По словам членов группы, производство альбома было очень напряженным. Барабанщик Мэтью Макдоноу размышлял: 

Мы работали круглосуточно, и некоторые инженеры, которые были с нами, буквально целыми днями не спали. Это было очень, очень трудоемко. Мы не веселились. Мы записывались в Ванкувере, но не смогли увидеть город — мы просто были там, и мы работали, и всё. Это было очень интенсивно, и Гарт держал всё в жёсткой дисциплине.
Вокалист Чед Грэй вспоминал: 

Запись была сумасшедшей. Всё дело было в работе. Были песни, которые я оставил в покое и не связывался с ними, пока мы не были в студии, что было не очень умной идеей, учитывая временные и бюджетные ограничения, под которыми мы находились. Я написал «Pharmaecopia» и «Nothing to Gein» в нашу последнюю ночь в студии, прежде чем записи были отправлены в Нью-Йорк для микширования. Давление было безумным.

## Музыка и тексты песен

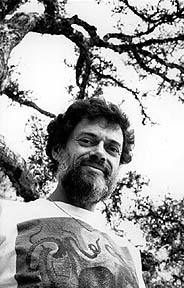
Некоторые отрывки из интерлюдий в альбоме содержат речь американского писателя, этноботаника, психонавта и философа Теренса Маккенна

Альбом L.D. 50 включает в себя технический стиль музыки, который сама группа охарактеризовала как маткор. Музыкальный стиль Mudvayne был вдохновлён следующими музыкальными направлениями: дэт-метал, хардкор-панк, джаз-фьюжн, спид-метал и хип-хоп.
Также можно заметить влияние на музыку группы таких рок- и метал-исполнителей, как Obituary, Emperor, Mötley Crüe, Alice in Chains, Pearl Jam, King Crimson, Porcupine Tree и Metallica. Однако группа заявляла, что они не находились под влиянием разных метал-групп. Заглавная композиция альбома, «Monolith», относится к фильму Стэнли Кубрика «Космическая одиссея 2001 года». Группа находилась под очень сильным влиянием этого фильма во время написания L.D. 50.
В процессе написания песен участники группы соединяли гитарные риффы с текстами песен, основанными на том, что Мэтью Макдоноу назвал «символикой чисел». По словам Макдоноу, в то время как он и Чед Грэй писали текст песни «Nothing to Gein», Грег Триббетт исполнил рифф, который чередовался в 4 и 5 барах. Поскольку число 9 — это лунное число, Макдоноу чувствовал, что рифф будет соответствовать лирике песни, которая ссылалась на серийного убийцу и чёрного копателя Эда Гина, чьи действия Макдоноу связал с ночной деятельностью. История Гина привлекла внимание Макдоноу и Грэя, когда они листали книгу об убийцах и истинном преступлении. Что касается Гина, Макдоноу прокомментировал: 

Казалось настолько невозможным (для Гина) преодолеть разрыв в основном обществе. Я нашел это захватывающим, что я мог найти человечность в нём.
Название альбома происходит от термина «полулетальная доза», которую используют токсикологи для обозначения дозы, необходимой для гибели половины (50 %) членов испытуемой группы, и обозначается она как ЛД50. Звуковой коллаж под названием «L.D. 50», составленный и записанный MjDawn, появляется в альбоме как серия интерлюдий. Полный кусок появился в качестве бонус-трека в альбоме The Beginning of All Things to End — переиздание мини-альбома Kill, I Oughtta. В альбоме также представлены искаженные аудиофайлы, озвученные американским философом и психонавтом Теренсом Маккенной, который умер примерно во время записи альбома.
Музыкальный стиль L.D. 50 был в первую очередь охарактеризован как хэви-метал альбом или один из его поджанров. AllMusic описал альбом, помимо хэви-метала, как трэш-метал альбом, Exclaim! описал альбом как нью-метал, а журнал Spin описал альбом как имеющий звуки «фьючер-прога». В книге «Грубый гид по хэви-металу» звучание альбома был описан как арт-метал
.

## Релиз
Альбомы был выпущен 22 августа 2000 года. В американском чарте Billboard Top Heatseekers он занял первое место, а в Billboard 200 — 85 место. Синглы из альбома — «Dig» и «Death Blooms» — в чарте Mainstream Rock Tracks заняли 33 и 32 места соответственно.
30 августа 2011 года альбом был переиздан и выпущен вместе с мини-альбомом The Beginning of All Things to End - переиздание релиза Kill, I Oughtta (1997). 30 апреля 2012 года был выпущен бокс-сет Original Album Classics, состоящий из всех релизов группы, куда также вошёл дебютный альбом.

## Приём
| Оценки критиков       | Оценки критиков |
| Источник              | Оценка          |
| --------------------- | --------------- |
| AllMusic              | [ 2 ]           |
| Blabbermouth.net      | 8/10            |
| Exclaim!              | (unfavorable)   |
| Martin Charles Strong | [ 25 ]          |
| Melody Maker          | [ 26 ]          |
| NME                   | (unfavorable)   |
| Rolling Stone         | [ 1 ]           |

Редактор Rolling Stone Бен Рэтлиф дал альбому три из пяти звёзд. Рэтлиф отметил техническую составляющую группы, сравнив стиль написания песен с группой Nirvana и заявив, что интерлюдии в альбоме звучат лучше, чем у Slipknot. Боривой Кргин из Blabbermouth.net высоко оценил техничность и тяжесть звучания.
Уильям Ралмэнн из AllMusic описал музыку в альбоме как «трудно воспринимаемую всерьёз» отметив, что «буклет CD, который содержит раздел признаний, такой же длинный и пышный, как и то, что вы найдёте в тин-поп альбоме. Могут ли эти парни, выражающие благодарность и любовь семье и друзьям, быть теми же самыми, исполняющими агрессивный локстеп-метал, извергающими непристойности и поющими о самоубийстве?». Exclaim! дал альбому негативный отзыв, заявив, что «несмотря на такие песни, как „Internal Primates Forever“, „-1“, „Nothing to Gein“, „Pharmaecopia“ и „(K)Now F(orever)“, ничто не может улучшить эту жалкую ню-метал ахинею» и «единственным достоинством этой пластинки является навязчивый безладовый бас, который звучит как заигрывание Леса Клейпула». Журнал NME также дал негативную оценку альбому, назвав его такими эпитетами, как «нечестивое рагу, грудничок и музыкальная Эбола».
Журнал Revolver поместил альбом в свой список «10 ню-метал альбомов, которые должны быть у вас», заявив, что «прог-рок-экспериментализм и виртуозная игра альбома держатся удивительно хорошо».

## Список композиций
Слова и музыка всех песен — Чед Грэй, Райан Мартини, Грег Триббетт и Мэтью Макдоноу. Интерлюдии написал Мэтью Макдоноу.
| №                   | Название                    | Длительность |
| ------------------- | --------------------------- | ------------ |
| 1.                  | «Monolith»                  | 1:52         |
| 2.                  | «Dig»                       | 2:43         |
| 3.                  | «Internal Primates Forever» | 4:25         |
| 4.                  | «-1»                        | 3:58         |
| 5.                  | «Death Blooms»              | 4:52         |
| 6.                  | «Golden Ratio»              | 0:54         |
| 7.                  | «Cradle»                    | 5:14         |
| 8.                  | «Nothing to Gein»           | 5:29         |
| 9.                  | «Mutatis Mutandis»          | 1:43         |
| 10.                 | «Everything and Nothing»    | 3:14         |
| 11.                 | «Severed»                   | 6:33         |
| 12.                 | «Recombinant Resurgence»    | 2:00         |
| 13.                 | «Prod»                      | 6:03         |
| 14.                 | «Pharmaecopia»              | 5:34         |
| 15.                 | «Under My Skin»             | 3:47         |
| 16.                 | «(k)now F(orever)»          | 7:06         |
| 17.                 | «Lethal Dosage»             | 2:59         |
| Общая длительность: | Общая длительность:         | 68:32        |

| №   | Название        | Длительность |
| --- | --------------- | ------------ |
| 18. | «Dig» (Live)    | 2:43         |
| 19. | «Cradle» (Live) | 5:03         |

## Участники записи
| Mudvayne - Чед Грэй — вокал; - Грег Триббет — бэк-вокал, гитара; - Райан Мартини — бас-гитара; - Мэтью Макдоноу — синтезатор, барабаны. | Производственный персонал - Гарт Ричардсон — продюсер; - Mudvayne — продюсеры; - Стив Ричардсон — исполнительный продюсер; - Шон Крейен — исполнительный продюсер; - Стив Сиско — ассистент звукорежиссёра; - Скотт Тернан — ассистент звукорежиссёра; - Андре Валь — звукорежиссёр; - Энди Уоллес — микширование; - Хоуи Вайнберг — мастеринг. |

## Чарты
| Чарт (2001)     | Позиция |
| --------------- | ------- |
| Top Heatseekers | 1       |
| Billboard 200   | 85      |

| Песня          | Чарт (2001)                | Позиция |
| -------------- | -------------------------- | ------- |
| «Dig»          | Hot Mainstream Rock Tracks | 33      |
| «Death Blooms» | Hot Mainstream Rock Tracks | 32      |